# Silia Kapsis
Vasiliki "Silia" Kapsis (en grec moderne : Βασιλική "Σίλια" Καψή, Vasilikí "Sília" Kapsí), née le 5 décembre 2006 à Sydney, est une chanteuse, danseuse et actrice australienne d'origines grecque et chypriote.
Elle a été sélectionnée pour représenter Chypre au Concours Eurovision de la chanson 2024, à Malmö en Suède avec sa chanson Liar,.

## Jeunesse et débuts
Vasiliki Kapsis est née le 5 décembre 2006 à Sydney en Australie, d'un père chypriote et d'une mère grecque originaire de Thessalonique.
Elle passe son enfance à Sydney et fait ses premiers pas sur scène à l'âge de quatre ans.
Elle est la chanteuse principale de la Australian Youth Performing Arts Company (AYPAC).

## Carrière
Sa première chanson, Who am I?, qu'elle a composée à l'âge de douze ans, sort en 2022. En 2023, elle sort deux autres singles, No Boys Allowed et Disco Dancer.

Elle a rejoint la compagnie de danse ImmaBeast à Los Angeles et apparaît dans un documentaire de danse réalisé par le rappeur Taboo, membre des Black Eyed Peas.
En 2021, elle participe à l'émission de télé-réalité Welcome to Our Lockdown, avec Leyla-Princess Kuldur et Nakita Clarke, qui retrace leur vie lors du confinement lié à la pandémie de Covid-19. Elle joue le rôle de Zoe dans le court-métrage Pearly Gates en 2022,.
Elle a travaillé sur de nombreux projets avec la version australienne de la chaîne Nickelodeon, faisant notamment partie des animateurs de l'émission Nick News, ce qui lui a valu une nomination aux Kids' Choice Awards avec les autres animateurs, dans la catégorie Légende australienne/néo-zélandaise de l'année.
Le 25 septembre 2023, il est révélé qu'elle a été sélectionnée en interne par le diffuseur CyBC pour représenter Chypre au Concours Eurovision de la chanson 2024, à Malmö en Suède. Sa chanson Liar sort 29 février 2024 et est composée par Dimitris Kontopoulos. Lors de la première demi-finale du 7 mai 2024, elle parvient à se qualifier pour la finale du 11 mai, où elle se classe 15ème sur 25 participants.

## Discographie

### Singles
- 2022 : Who am I?
- 2023 : No Boys Allowed
- 2023 : Disco Dancer
- 2024 : Liar
- 2024 : Red Flag

## Filmographie
- 2021 : Welcome to Our Lockdown : elle-même
- 2022 : Pearly Gates : Zoe